# Chiesa di Santa Marta (Lezzeno)
La chiesa di Santa Marta (o oratorio di Santa Marta) è la chiesa più antica di Lezzeno, in provincia e diocesi di Como e parte del vicariato di Bellagio e Torno. L'impianto attuale è originario del XIV-XVI secolo.

## Storia
Non sono presenti numerosi fonti storiche riguardanti la storia dell'edificio, tuttavia si suppone che la struttura iniziale, di cui non si hanno notizie chiare, fosse costituita solo dal presbiterio dell'attuale impianto e  solo nei XV e XVI secolo fu aggiunta l’aula.
Fu sede per alcuni anni dell’omonima confraternita.

## Descrizione
La chiesa è disposta accanto alla strada provinciale, da un lato, e dall'altro accanto alla Chiesa dei Santi Quirico e Giulitta, che oggi è la parrocchia principale.
Si accede superando alcuni gradini all'interno della chiesa, che si distingue per la composizione in muratura con affreschi interni e anche esterni; Si sviluppa con pianta longitudinale ad unica navata coperta da volte a crociera.